# Parque Aoi de la Ciudad de Hekinan
El Parque Aoi de la Ciudad de Hekinan de nombre oficial Centro de Activación de la Agricultura Hekinan Azul Park en japonés: あおいパーク Hekinan-shi Aoi Pāku, es un jardín botánico, invernadero y campo de cultivo para el público en general, que se encuentra en Hekinan, prefectura de Aichi, Japón.

## Localización
Hekinan-shi Aoi Pāku Eguchi-machi 3-15-3, Hekinan-shi, Aichi-ken 447-0825, Honshu-jima Japón.
Planos y vistas satelitales.34°51′52″N 136°58′59″E / 34.86444, 136.98306
- Altitud: 2 m s. n. m.
- Temperatura media anual: 16,4 °C
- Precipitaciones medias anuales: 1 156 mm

El jardín es visitable por el público en general, de 9:00 a 16:30, del domingo al martes. La entrada es gratuita, pero la tarifa la fija cada uno según el uso de las instalaciones. El jardín se cierra del 29 de diciembre al 3 de enero.

## Historia
En la prefectura de Aichi junto a la próspera industria, hay una agricultura también próspera en la zona oeste de Aichi y para conmemorar el 50 aniversario del municipio de Hekinan, la organización municipal decidió la ejecución y apertura en abril de 1998 ( en el 10 año del periodo Heisei) del Centro de Activación de la Agricultura Hekinan Azul Park.
Siendo este un espacio abierto donde hacer la venta de productos agrícolas en el lugar se cultivan, así como la experiencia de una granja donde recoger los productos agrícolas, e hierbas de diversos tipos, que uno mismo ha cultivado y se ha seguido su desarrollo.
Con motivo del 10 aniversario de la apertura del parque el 10 de julio de 2008 se hizo el recuento del número total de personas que habían venido al parque y se llegó a una cifra que superó los 10 millones de personas.

## Colecciones
La particularidad de este parque es el poder cultivar hortalizas y frutas de temporada que deben recogerse en familia.
Sus colecciones de plantas están enfocadas en el cultivo de arroz, trigo, soja, fresas, zanahorias, cebollas, pepinos, melones, boniatos, patatas, rábanos japoneses, col, sandía, en plena tierra y bajo invernadero.
En lo que a plantas ornamentales se refiere, se cultivan unas 350 variedades hortícolas en el gran invernadero (420 m²) y en sus alrededores.

## Actividades
Este parque tiene por objetivo el redinamizar la agricultura, de iniciar a los visitantes en las técnicas de producción agrícolas para obtener cosechas, y presenta también una colección de plantas decorativas cultivadas en Hekinan.
El parque consta además de un museo con salas de exposición (posibilidad de alquiler de salas), una explotación experimental, campos de cultivo, un invernadero de plantas decorativas, cuartos de baño, un restaurante…